# Croce al merito navale (Spagna)
La croce al merito navale, già Ordine al Merito Navale, è un'onorificenza militare spagnola.

## Storia
Fondato come Ordine al Merito Navale a Madrid il 3 agosto 1866 dalla regina Isabella II di Spagna come onorificenza militare e viene ancora oggi concesso per particolari atti di coraggio o distinzione sul campo o per atti di merito nei confronti delle forze armate spagnole da parte di militari o civili in supporto a corpi militari, ma perse il suo status di Ordine nel 1995.

## Classi
L'onorificenza si compone attualmente di due sole classi di benemerenza:
- gran croce: per ammiragli o personalità civili di rango equivalente
- croce: per ufficiali, sottufficiali o personalità civili di rango equivalente

Tali classi di benemerenza, però, sono suddivise al loro interno in diverse categorie di colorazione del nastro e della medaglia a seconda dello scopo di concessione dell'onorificenza all'insignito:
- rosso: concesso a chi, con coraggio, si sia distinto particolarmente con fatti e servizi eccezionali nel corso di un conflitto armato o in operazioni militari che comportano o possono comportare l'uso della forza armata in maniera significativa
- blu: concesso a chi, con coraggio, si sia distinto particolarmente con fatti e servizi eccezionali nel corso di operazioni militari nel contesto di altre organizzazioni internazionali
- giallo: concesso a chi, con coraggio, si sia distinto particolarmente con fatti e servizi eccezionali che comportassero il rischio di lesioni gravi o morte
- bianco: concesso a chi, con coraggio, si sia distinto particolarmente con fatti e servizi eccezionali durante il servizio militare ordinario

| Croce con decorazione rossa      | Croce con decorazione blu      | Croce con decorazione gialla      | Croce con decorazione bianca      |
| Gran croce con decorazione rossa | Gran croce con decorazione blu | Gran croce con decorazione gialla | Gran croce con decorazione bianca |

## Insegne
- La "decorazione" ha la forma di una croce latina con le braccia smaltata rosso nella decorazione rossa e bianca categoria nelle categorie rimanenti. Le croci dei distintivi blu e gialli hanno ulteriori barre strette in blu o giallo tra i due bracci laterali. Il braccio superiore è sormontato da una corona reale spagnola e ha una tavoletta con incisa la data di conferimento. Un'ancora in oro (decorazione rossa) o smaltato di blu si sovrappone al centro della croce. L'inverso è solamente smaltato. La croce è indossata su un nastro sul lato sinistro del petto. Ciascun premio successivo è indicato da una barra con la data di conferimento sulla barra multifunzione.
- La "gran croce"  ha la stessa forma della croce sopra descritta, ma è indossata su una cintura sulla spalla destra.
- La "stella" è dorata, a otto punte, con la croce sovrapposta su di essa, attualmente tra le braccia della croce ci sono torri di Castiglia alternate a leoni di León.
- Il "nastro" è caratterizzato da colorazioni differenti a seconda del grado.

| Croce on decorazione rossa       | Croce con decorazione blu      | Croce con decorazione gialla        | Croce con decorazione bianca      |
| Gran Croce con decorazione rossa | Gran Croce con decorazione blu | Gran Croce - con decorazione gialla | Gran Croce con decorazione bianca |